# Василь Єлиняк
Василь Єлиняк (англ. Wasyl Eleniak; 22 грудня 1859, Небилів, Калуський повіт, Австрійська імперія — 12 квітня 1956, Чипмен, Альберта, Канада) — один з перших українських галицьких поселенців у Канаді.

## Біографія

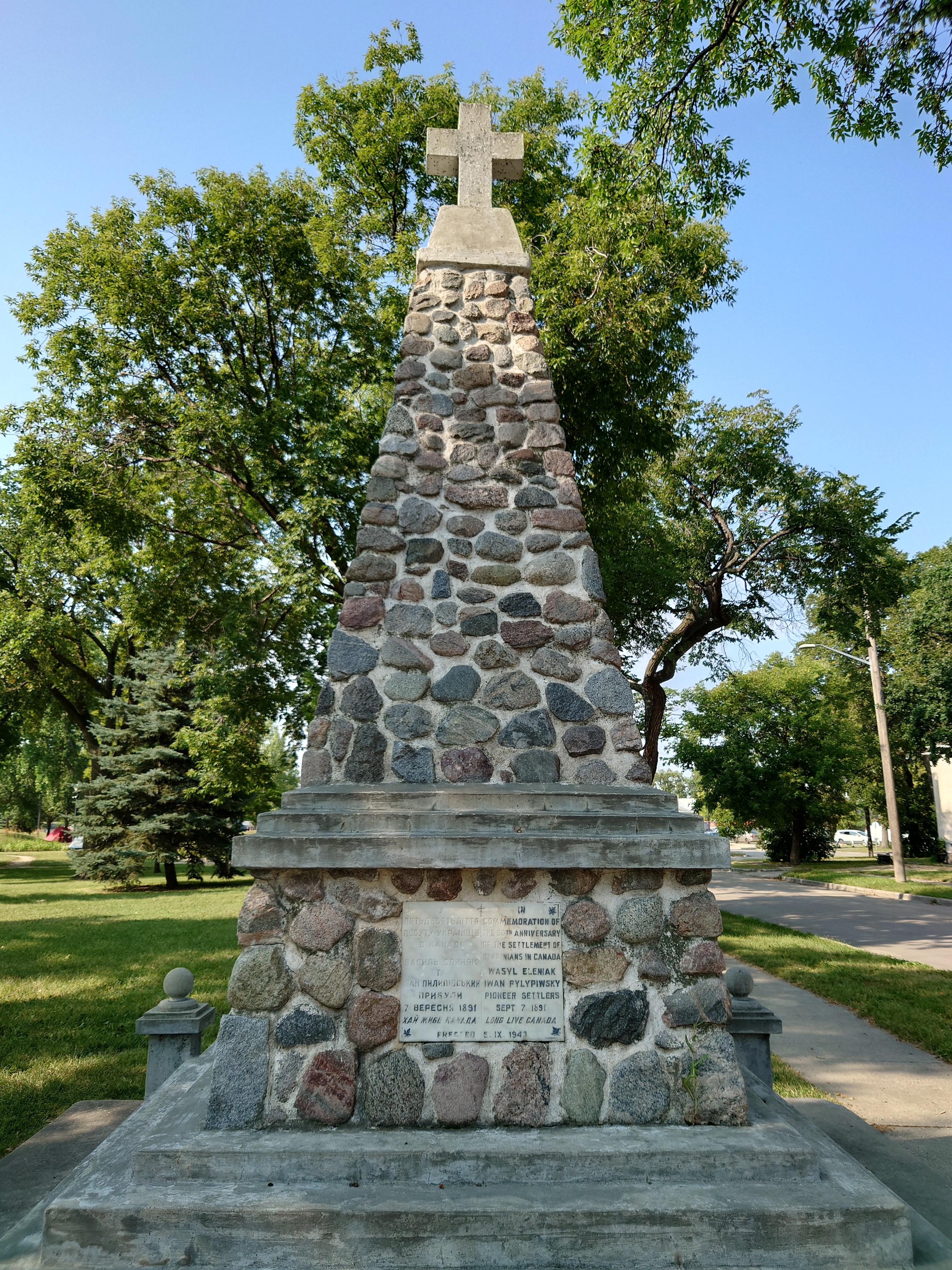
Пам'ятний знак на честь 50-ліття поселення українців у Канаді

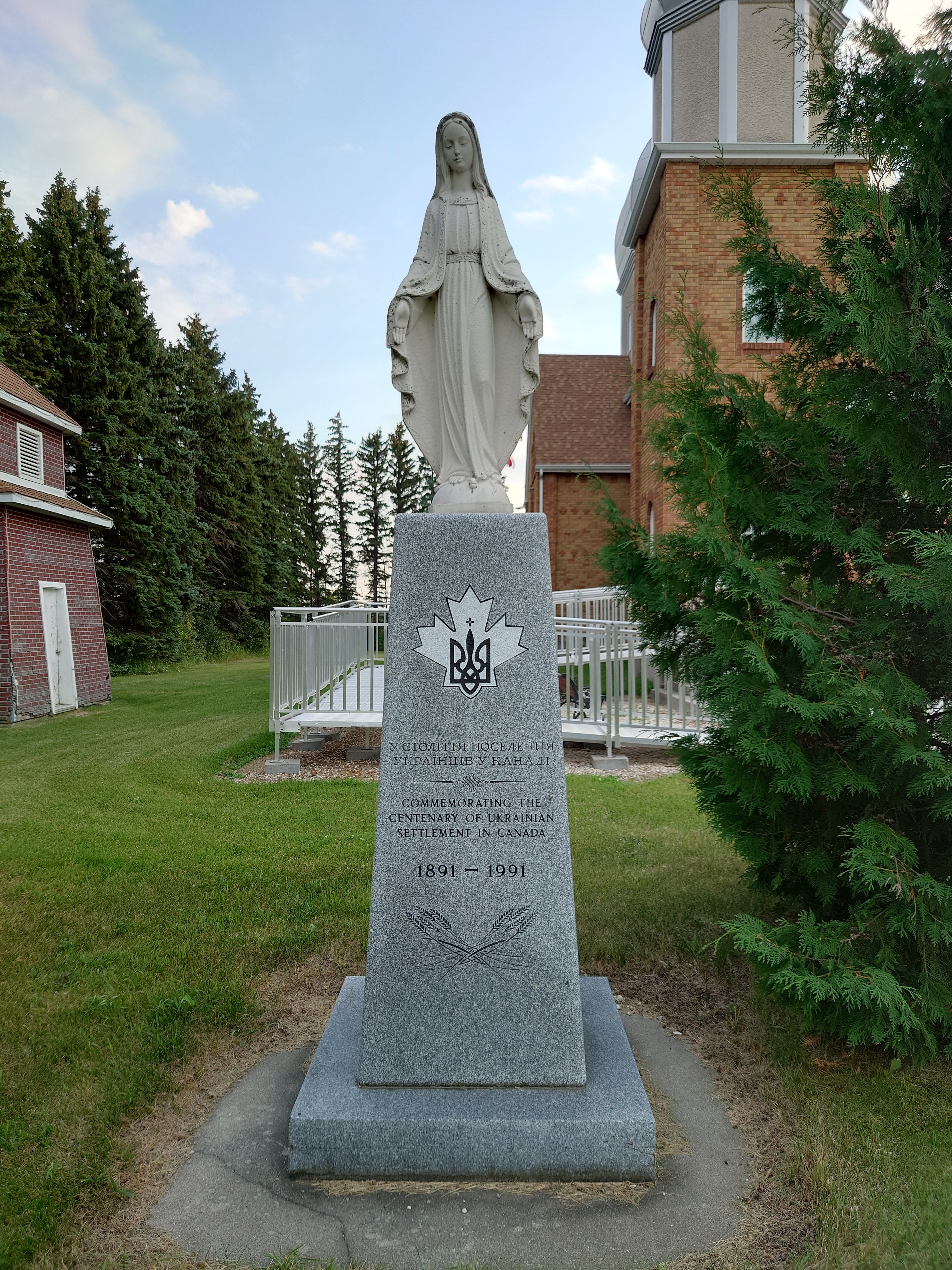
Пам'ятний знак на честь століття поселення українців у Канаді

Василь Єлиняк — один з перших українських поселенців, що прибув до Канади. Народився 22 грудня 1859 року в селі Небилів (тепер Рожнятівський район, Івано-Франківщина). У 1883 році він одружився з місцевою дівчиною на ім'я Анна Рожко. Після одруження Василь працював у лісозаготівельній промисловості — сплавляв плоти вниз по річці Лімниця. Він чув розповіді про Канаду від деяких німецьких колоністів, що мали родичів у Канаді, які повідомляли що поселенці отримували по 160 акрів землі за безцінь.
Щоб покращити своє життя, він вирішив емігрувати до Канади, для чого об'єднався з іще двома односельчанами Іваном Пилипівим (Пилипівським) і Юрком Паніщаком. Наприкінці літа 1891 року вони залишили рідне село, добрались до Гамбурга, звідки збирались плисти до Канади.
Юркові Паніщаку бракувало грошей заплатити за поїздку і він був змушений повернутись додому а Василь Єленяк та Іван Пилипів змогли продовжити подорож. 28 серпня вони відплили з Ліверпуля на кораблі «Орегон», а прибули до Квебеку 19 вересня 1891 і далі продовжили шлях до Вінніпега. Спочатку два переселенці працювали на громаду менонітів у Гретні, Манітоба.
Після двох років праці Василь Єлиняк назбирав достатньо грошей, щоб дозволити собі зворотний шлях до Небилова, де він мав намір забрати в Канаду свою сім'ю і кілька друзів. На батьківщині він отримав загальногромадянський паспорт від повітового уряду в м. Калуш (від 26 лютого 1894), і разом із шістьма іншими сім'ями з рідного села повернувся до Канади на пароплаві S.S. MONGOLIAN 25 червня 1894.
Він заснував містечко Една-Стар (згодом Чипмен) в Альберті. Згодом Василь став успішним фермером. 3 січня 1947 року обраний урядом Канади, щоби стати одним із почесних одержувачів канадського громадянства, що відбулася в Верховному суді Канади в Оттаві.
Пра-правнучкою Василя Єлиняка є американська акторка та фотомодель Еріка Еленяк.